# 雷德布拉夫 (加利福尼亚州)
雷德布拉夫（英語：Red Bluff），是美国加利福尼亚州蒂黑马县的縣城。建市于1876年3月31日，面积大约为7.56平方英里（19.6平方公里）。根据2010年美国人口普查，该市有人口14,076人。